# 화산 보딩
화산서핑, 또는 화산 보드는 화산의 경사면에서 행해지는 스포츠이다. 이 활동을 위한 가장 인기 있는 장소 중 하나는 니카라과 서부의 레온 근처에 있는 세로네그로산이다. 기수들은 화산을 올라간후 앉아있든 서있든 얇은 합판이나 금속 판자 위에서 미끄러져 내려간다. 이 스포츠는 인도네시아의 탄나, 바누아투, 브로모 산의 야수르 산에서도 행해진다.
화산 서핑은 익스트림 스포츠가 될 수 있다.잠재적인 위험에는 거친 화산재에 의해 떨어지거나 절단되거나, 독성 가스를 흡입하거나, 히스토플라스마증에 걸리거나,("동굴병자병"이라고도 함) 날아온 용암에 부딪히는 것이 포함된다. 점프슈트와 고글을 포함한 보호장비가 자주 사용된다. 세로네그로산 또한 활화산이지만, 마지막 폭발은 1999년에 있었다. 야수르 산은 화산 폭발이 매일 일어나면서 훨씬 더 활동적이고 위험하다.

사구에서 행해지는 유사한 활동인 샌드보딩은 1970년대와 1980년대에 설립되었다. Derek Bredenkamp와 다른 사람들은 1974년경 나미비아의 스바코프문트에 탑승했고, 잭 스미스와 캐리 플륏은 1980년대 초에 캘리포니아에서 이를 대중화했다.
내셔널 지오그래픽 채널 모험가이자 저널리스트인 졸탄 이스반은 2002년 바누아투의 탄나 섬에 있는 야스르 화산에서 이 화산 탑승 스포츠를 발명한 공로를 인정받았지만 이스반은 1995년 활화산을 처음 방문했다. 그는 자신의 모험을 촬영했고, 이는 나중에 내셔널 지오그래픽 채널에서 5분짜리 뉴스 코너로 방영되었다. 이스반은 화산 보드를 두 가지 형태로 구분한다: 1) 용암과 치명적인 화산 가스를 날리는 것으로부터 즉각적인 위험이 발생하는 활화산을 하산하는 것과 2) 즉각적인 위험이 없는 활화산을 하산하는 것이다. (샌드보딩과 유사함)
하와이의 히에 홀루아 또는 용암 썰매로 알려진 고대 스포츠도 비슷한 활동이다.

## 같이 보기
- 샌드보딩
- 스노보드
- 익스트림 스포츠
- X 게임